# Shi'ertu
Shi'ertu (kinesiska: 十二吐, 十二吐乡) är en socken i Kina. Den ligger i den autonoma regionen Inre Mongoliet, i den norra delen av landet, omkring 600 kilometer nordost om regionhuvudstaden Hohhot.
Genomsnittlig årsnederbörd är 489 millimeter. Den regnigaste månaden är juni, med i genomsnitt 135 mm nederbörd, och den torraste är december, med 2 mm nederbörd.